# Parisio (famiglia)
I Parisi (o Parisio) sono una nobile famiglia italiana, originaria della Francia e stabilitasi in Sicilia e Calabria sotto il regno normanno.

## Storia della dinastia
Le origini della famiglia non sono note, ma molti designano come originario fondatore della dinastia un certo Gualtiero Parisio, il quale fu governatore di Parigi prima dell'anno 1000. È attestata la presenza di alcuni nobili discendenti a Cosenza, Napoli e Bologna. Dall'XI secolo al XV la famiglia è annoverata nell'aristocrazia di Messina, probabilmente giunta in Sicilia con l'avvento dei Normanni. Furono marchesi di Ogliastro, conti di Adernò, Avellino, Calatabiano e baroni di San Bartolomeo, Baresio, Carcicera, Chabuca o Chillari (Cellaro) o Mazallacar, Corte, Crucoli, Fiumefreddo, Franca, Cardonetto o Plana Montagna; inoltre, tennero il principato di Torrebruna.

## Esponenti notevoli
- Roberto de Parisio, vescovo di Mileto tra il 1101 e il 1104;
- Guglielmo de Parisio, feudatario nella Contea di Civitate dalla seconda metà del XII secolo;
- conte Gualtiero Parisi, signore d'Adernò nell'anno 1185;
- Pagano Parisi, signore di Butera nel 1206;
- Ruggero e Guglielmo de Parisio feudatari della zona nord occidentale della Capitanata dagli inizi del XIII secolo fino al 1268[3];
- Enrico Parisi, giudice della Gran Corte di Messina nell'anno 1281;
- Bartolomeo Parisi, giudice della Sacra Regia Coscienza nel 1333;
- Pietro Parisi da Messina, regio milite, notato nel ruolo dei feudatari del 1343 per un cavallo alforato;
- Perretto Parisi, notato per un cavallo armato;
- Pietro Parisi, giurato di Siracusa negli anni 1451-52, 1454-55, 1458-59, 1461-62, 1465-66, 1468-69, 1471-72, 1482-83;
- Rinaldo Parisi, notaro e regio segretario nel 1461;
- Pier Paolo Parisio, vescovo di Nusco e cardinale;
- Giovan Domenico Parisi, senatore di Messina nel 1555-56;
- Giacomo Parisi da Caltagirone, morto nel 1579 ed annoverato tra i beati;
- Paolo Parisi, barone di Racalciofali, senatore di Palermo nel 1585-86;
- Bartolomeo Parisi, ascritto alla Mastra Nobile del Mollica;
- Niccolò Parisi, ascritto alla Mastra Nobile del Mollica;
- Simone Parisi e Bologna, barone di Milocca, governatore di Lodi, maestro razionale e senatore di Palermo negli anni 1614-15, 1618-19-20, padre di Traiano Parisi, che gli succedette nel 1627 nella baronia di Santa Maria dell’Ogliastro.
- Traiano Parisi, barone di Santa Maria dell'Ogliastro, successore di Marco Mancino e nominato Marco Mancino II, cavaliere di Calatrava e Marchese di S. Maria dell'Ogliastro dall'8 luglio al 16 settembre 1628.
- Alberto Parisi, dottore in leggi, che, luogotenente generale, tesoriere e collettore delle fiscalie di Sicilia dal 27 aprile al 26 giugno 1666.
- Mario Parisi, ottenne per breve tempo il titolo di barone di S. Maria dell'Itria;
- Girolamo Parisi e Settimo (Marco Mancino IV), deputato del regno nel 1684;
- Antonio Parisi, patrizio di Licata nel 1695-96;
- Antonio Parisi e Ferro, barone di Racalciofali, senatore di Palermo nel 1696-97;
- Ignazio Parisi, giudice di Messina nel 1717-18;
- Giuseppe Parisi, di Domenico, barone di San Bartolomeo, giurato nobile di Naso nel 1734, pretore e capitano nel 1745;
- Vincenzo Parisi, senatore di Palermo negli anni 1754-55-56, 1758-59-60, 1762, 1765-66, 1768-69, 1772-73;
- Michelangelo Parisi, proconservatore di Calatafimi nel 1758;
- Vincenzo Parisi e Ugo (Marco Mancini VI), governatore del Monte di Pietà in Palermo negli anni 1770-71, 1774-75, 1778-79, 1782-83, archivario del Senato nel 1768 e senatore negli anni 1755, 1759, 1762, 1765, 1768, 1772;
- Domenico Parisi, barone, giurato di Naso nel 1775-76;
- Francesco Parisi e Caracciolo (Marco Mancini VII), marchese dell'Ogliastro, senatore di Palermo negli anni 1783 e 1793, rettore dell'Opera di Navarro nel 1788, governatore del Monte nel 1790-91;
- Emanuele Parisi, di Francesco, giudice pretoriano di Palermo nel 1784-85, giudice del Concistoro negli anni 1789-90-91 e giudice della Gran Corte Civile negli anni 1792-93-94; Legato e Regio Commissario della Corte di Sicilia a Tunisi, ministro di Stato, direttore di giustizia nella giunta di Reggenza di Stato, Ministro Segretario di Stato di Giustizia, Grazia, Ecclesiastico ed Alta Polizia, Ministro dell'Interno del Regno delle Due Sicilie
- Francesco Parisi marchese di Ogliastro e principe di Torrebruna, senatore di Palermo negli anni 1793-94-95;
- Giuseppe Parisi, dottore in leggi, iscritto nella mastra nobile di Messina dell'anno 1798-1807;
- Gaetano Parisi (Marco Mancini VIII), principe di Torrebruna, senatore di Palermo nel 1811;
- Federico Parisi dei principi di Torrebruna, senatore di Palermo negli anni 1824-25-26-27-28-29;
- Giuseppe Parisi, giudice della Gran Corte Civile nel 1824, presidente della Gran Corte Civile nel 1824, presidente della Gran Corte Criminale di Siracusa, consultore della regia Consulta in Sicilia nel 1825, delegato per il Regio Exequatur in Sicilia nel 1825, commendatore del Real Ordine di Francesco I nel 1829, vice presidente della Consulta di Sicilia nel 1837;
- Gaetano Parisi e Landolina, principe di Torrebruna, gentiluomo di camera, commendatore dell'ordine della Corona di Ferro e pretore di Palermo nel 1830 ed intendente della stessa città nel 1831;
- Gaetano Parisi Parisi, deputato al Parlamento Nazionale dalla X alla XV legislatura;[4]
- Nicolò Parisi e Notabartolo, partecipò alla campagna per l'indipendenza italiana nel 1860-61, fu fregiato della medaglia di bronzo nel 1862, della medaglia commemorativa delle guerre combattute per l'indipendenza nel 1867.
- Vincenzo Parisi e Notarbartolo (di Nicolò), tenente della milizia territoriale del R. Esercito, commendatore dell'ordine del Santo Sepolcro, ottenne riconoscimento del titolo di nobile dei baroni di S. Bartolomeo, nominato successivamente conte.

## Blasonatura
La famiglia dei Parisio ebbe diverse vicende dinastiche, numerosi rami cadetti e discendenze più o meno note; ciò portò allo sviluppo, nei secoli, di diversi blasoni e stemmi attribuiti a vari filoni dinastici che tuttavia sono riconducibili tutti al ramo principale - d'origini Normanne. Ad oggi si attestano almeno sei blasonature principali, tutte strettamente legate ai Parisio.

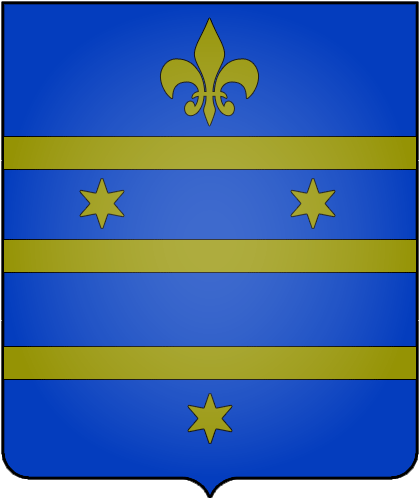
Blasone dei conti di Adernò
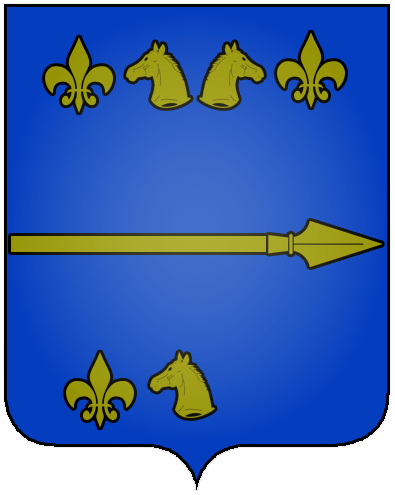
Blasone del ramo di Mineo e di Lentini
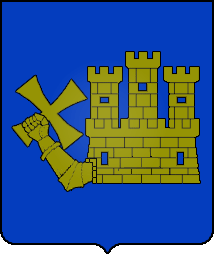
Blasone del ramo di Cosenza (poi trasferitosi a Palermo)
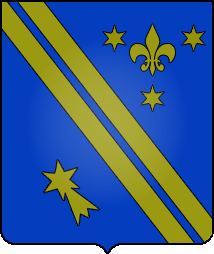
Blasone del ramo di San Bartolomeo
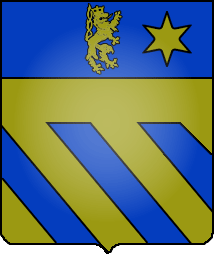
Blasone del ramo di Messina
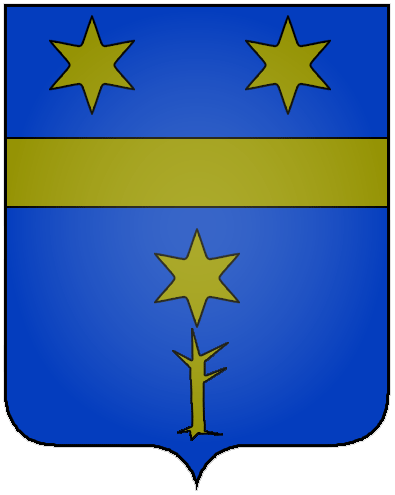
Blasone del ramo dei Parisio di Cosenza

### Conti di Adernò
D'azzurro, a tre fasce d'oro, accompagnate nel capo da un giglio e da tre stelle, due tra la 1a e 2a, una nella punta bassa dello scudo, il tutto dello stesso.

### Ramo di Mineo e Lentini
D'azzurro, alla lancia posta in fascia accompagnata da tre teste di cavallo recise, le prime due nel capo affrontate miranti due gigli, la terza in punta, addestrata da un giglio, il tutto d'oro.

### Ramo di Palermo
D'azzurro, al castello merlato d'oro, aperto nel fianco destro, ed un braccio armato, impugnante una croce patente d'oro, sporgente dalla porta.

### Ramo di San Bartolomeo
D'azzurro, alla gemella in banda, accompagnata in capo da un giglio accompagnato da tre stelle di sei raggi male ordinate; in punta da una cometa posta in banda, il tutto d'oro.

### Ramo di Messina
D'azzurro, a quattro bande d'oro, abbassate sotto la fascia in divisa sostenente un leone rivolto e coronato guardante una stella posta al secondo cantone, il tutto dello stesso.

### Ramo di Cosenza
D'azzurro, alla fascia accompagnata in capo da due stelle ed in punta da un tronco d'albero sormontato da una stella, il tutto d'oro.